# Сдачи не надо
«Сдачи не надо» — дебютный и (на данный момент) единственный альбом группы «Рубль».
25 декабря 2009 года на официальном сайте появились ссылки на 28 песен в формате mp3 и следующая запись:
Сделай сам альбом группы «Рубль». Рекомендуемое количество треков — 13. Порядок песен по личному усмотрению. Пиратское распространение приветствуется.

## Участники записи
- Сергей Шнуров (Шнур) — вокал, соло-гитара Gibson Firebird, музыка, тексты
- Константин Лимонов (Лимон) — ритм-гитара Gretsch
- Андрей Антоненко (Антоненыч) — синтезатор Moog Little Phatty
- Денис Можин (Дэнс) — барабаны DW Collectors Maple
- Алексей Канев  — электроорган Hammond XK-1 [2]

## Список композиций
1. Пиздец
2. Финский залив
3. Олимпиада
4. Терпи
5. Доширак
6. Любовь — это пиздец
7. Любовь — это пиздец (акустика)
8. Сандали
9. Сдача
10. Новости
11. Русский рок
12. Высоцкий
13. В мире животных
14. Ничего нового
15. Рождество
16. Меняться
17. Мы играли
18. Праздник
19. Выходной
20. Время водка
21. Я хуярю на гитаре